# 25.ª Volvo Open Cup
25.ª Volvo Open Cup é um evento anual de patinação artística no gelo e que fez parte do Challenger Series de 2014–15. A competição foi disputada entre os dias 5 de novembro e 9 de novembro de 2014, na cidade de Riga, Letônia.

## Eventos
- Individual masculino
- Individual feminino
- Duplas
- Dança no gelo

## Medalhistas
| Evento                        | Ouro                                         | Prata                                               | Bronze                                          |
| Individual masculino detalhes | Alexander Petrov · Rússia                    | Gordei Gorshkov · Rússia                            | Artur Dmitriev Jr. · Rússia                     |
| Individual feminino detalhes  | Angelīna Kučvaļska · Letónia                 | Lutricia Bock · Alemanha                            | Jenni Saarinen · Finlândia                      |
| Duplas detalhes               | Kristina Astakhova · Alexei Rogonov · Rússia | Maria Vigalova · Egor Zakroev · Rússia              | Maria Paliakova · Nikita Bochkov · Bielorrússia |
| Dança no gelo detalhes        | Federica Testa · Lukáš Csölley · Eslováquia  | Viktoria Kavaliova · Yurii Bieliaiev · Bielorrússia | Rebeka Kim · Kirill Minov · Coreia do Sul       |

## Resultados

### Individual masculino
| Pos.              | Nome                | Nacionalidade | Pontos | PC         | PL         |
| ----------------- | ------------------- | ------------- | ------ | ---------- | ---------- |
| Medalha de ouro   | Alexander Petrov    | Rússia        | 218.78 | 74.49 (1)  | 144.29 (1) |
| Medalha de prata  | Gordei Gorshkov     | Rússia        | 205.08 | 72.17 (2)  | 132.91 (2) |
| Medalha de bronze | Artur Dmitriev Jr.  | Rússia        | 189.28 | 58.67 (6)  | 130.61 (3) |
| 4                 | Daniel Samohin      | Israel        | 183.47 | 61.91 (3)  | 121.56 (4) |
| 5                 | Andrei Lazukin      | Rússia        | 174.41 | 61.66 (4)  | 112.75 (5) |
| 6                 | Sergei Borodulin    | Rússia        | 160.57 | 55.73 (7)  | 104.84 (6) |
| 7                 | Harry Mattick       | Reino Unido   | 153.55 | 51.72 (9)  | 101.83 (8) |
| 8                 | Graham Newberry     | Reino Unido   | 153.45 | 59.87 (5)  | 93.58 (11) |
| 9                 | Franz Streubel      | Alemanha      | 152.97 | 55.69 (8)  | 97.28 (10) |
| 10                | Florian Lejeune     | França        | 152.12 | 50.83 (10) | 101.29 (9) |
| 11                | Gaylord Lavoisier   | França        | 151.23 | 47.24 (15) | 103.99 (7) |
| 12                | Jack Newberry       | Reino Unido   | 139.88 | 50.46 (11) | 89.42 (13) |
| 13                | Lewis Gibson        | Reino Unido   | 139.10 | 49.92 (12) | 89.18 (14) |
| 14                | Charlie Parry-Evans | Reino Unido   | 133.25 | 48.98 (14) | 84.27 (15) |
| 15                | Nicolas Dubois      | Suíça         | 132.69 | 42.79 (18) | 89.90 (12) |
| 16                | Mark Webster        | Austrália     | 112.74 | 42.93 (17) | 69.81 (17) |
| 17                | Marco Klepoch       | Eslováquia    | 108.94 | 41.30 (19) | 67.64 (18) |
| 18                | Alexander Betke     | Alemanha      | 107.65 | 46.06 (16) | 61.59 (19) |
| 19                | Conor Stakelum      | Irlanda       | 105.46 | 29.62 (20) | 75.84 (16) |

### Individual feminino
| Pos.              | Nome                    | Nacionalidade | Pontos | PC         | PL         |
| ----------------- | ----------------------- | ------------- | ------ | ---------- | ---------- |
| Medalha de ouro   | Angelīna Kučvaļska      | Letônia       | 146.08 | 47.12 (5)  | 98.96 (1)  |
| Medalha de prata  | Lutricia Bock           | Alemanha      | 143.21 | 49.07 (2)  | 94.14 (2)  |
| Medalha de bronze | Jenni Saarinen          | Finlândia     | 141.30 | 50.05 (1)  | 91.25 (4)  |
| 4                 | Camilla Gjersem         | Noruega       | 139.35 | 47.43 (4)  | 91.92 (3)  |
| 5                 | Aleksandra Golovkina    | Lituânia      | 130.77 | 48.36 (3)  | 82.41 (8)  |
| 6                 | Anastasia Galustyan     | Armênia       | 129.48 | 45.42 (7)  | 84.06 (6)  |
| 7                 | Karly Robertson         | Reino Unido   | 126.89 | 42.56 (11) | 84.33 (5)  |
| 8                 | Isadora Williams        | Brasil        | 124.03 | 45.44 (6)  | 78.59 (9)  |
| 9                 | Gerli Liinamäe          | Estônia       | 117.94 | 41.69 (14) | 76.25 (10) |
| 10                | Helery Hälvin           | Estônia       | 115.88 | 33.11 (21) | 82.77 (7)  |
| 11                | Sara Casella            | Itália        | 114.82 | 42.36 (12) | 72.46 (11) |
| 12                | Pernille Sørensen       | Dinamarca     | 114.69 | 43.12 (9)  | 71.57 (13) |
| 13                | Kristīne Gaile          | Letônia       | 113.47 | 42.88 (10) | 70.59 (15) |
| 14                | Guia Maria Tagliapietra | Itália        | 111.31 | 40.63 (16) | 70.68 (14) |
| 15                | Ieva Gaile              | Letônia       | 111.04 | 39.35 (17) | 71.69 (12) |
| 16                | Anine Rabe              | Noruega       | 109.76 | 41.88 (13) | 67.88 (17) |
| 17                | Netta Schreiber         | Israel        | 104.15 | 35.73 (19) | 68.42 (16) |
| 18                | Alexandra Kunová        | Eslováquia    | 98.39  | 40.79 (15) | 57.60 (21) |
| 19                | Aimee Buchanan          | Israel        | 97.21  | 37.61 (18) | 59.60 (18) |
| 20                | Olivia Tuuva            | Finlândia     | 93.29  | 35.20 (20) | 58.09 (20) |
| 21                | Christina Grill         | Áustria       | 85.12  | 26.43 (24) | 58.69 (19) |
| 22                | Emilia Toikkanen        | Finlândia     | 82.77  | 30.47 (22) | 52.30 (23) |
| 23                | Sindra Kriisa           | Estônia       | 76.57  | 28.42 (23) | 48.15 (24) |
| 24                | Victoria Huebler        | Áustria       | 76.53  | 24.13 (25) | 52.40 (22) |

### Duplas
| Pos.              | Nome                                     | Nacionalidade | Pontos | PC        | PL         |
| ----------------- | ---------------------------------------- | ------------- | ------ | --------- | ---------- |
| Medalha de ouro   | Kristina Astakhova / Alexei Rogonov      | Rússia        | 170.34 | 60.28 (1) | 110.06 (1) |
| Medalha de prata  | Maria Vigalova / Egor Zakroev            | Rússia        | 162.68 | 53.18 (2) | 109.50 (2) |
| Medalha de bronze | Maria Paliakova / Nikita Bochkov         | Bielorrússia  | 126.70 | 43.28 (3) | 83.42 (3)  |
| 4                 | Alessandra Cernuschi / Filippo Ambrosini | Itália        | 112.00 | 38.84 (4) | 72.83 (4)  |

### Dança no gelo
| Pos.              | Nome                                         | Nacionalidade | Pontos | DC        | DL        |
| ----------------- | -------------------------------------------- | ------------- | ------ | --------- | --------- |
| Medalha de ouro   | Federica Testa / Lukáš Csölley               | Eslováquia    | 140.84 | 59.64 (1) | 81.20 (1) |
| Medalha de prata  | Viktoria Kavaliova / Yurii Bieliaiev         | Bielorrússia  | 135.10 | 55.32 (2) | 79.79 (2) |
| Medalha de bronze | Rebeka Kim / Kirill Minov                    | Coreia do Sul | 132.86 | 53.28 (4) | 79.58 (3) |
| 4                 | Laurence Fournier Beaudry / Nikolaj Sørensen | Dinamarca     | 129.36 | 53.58 (3) | 75.78 (4) |
| 5                 | Olga Jakušina / Andrey Nevskiy               | Letônia       | 120.86 | 48.90 (5) | 71.96 (6) |
| 6                 | Allison Reed / Vasili Rogov                  | Israel        | 120.18 | 44.66 (7) | 75.52 (5) |
| 7                 | Federica Bernardi / Saverio Giacomelli       | Itália        | 114.28 | 45.38 (6) | 68.90 (8) |
| 8                 | Ludmila Sosnitskaia / Pavel Golovishnokov    | Rússia        | 114.26 | 43.64 (8) | 70.62 (7) |
| 9                 | Elizaveta Tretiakov / Vadim Vilegzanin       | Uzbequistão   | 101.30 | 40.10 (9) | 61.20 (9) |

## Quadro de medalhas
| Ordem | País          | Medalha de ouro | Medalha de prata | Medalha de bronze |    | Ordem por total |
| ----- | ------------- | --------------- | ---------------- | ----------------- | -- | --------------- |
| 1     | Rússia        | 2               | 2                | 1                 | 5  | 1               |
| 2     | Eslováquia    | 1               |                  |                   | 1  | 3               |
| 2     | Letônia       | 1               |                  |                   | 1  | 3               |
| 4     | Bielorrússia  |                 | 1                | 1                 | 2  | 2               |
| 5     | Alemanha      |                 | 1                |                   | 1  | 3               |
| 6     | Coreia do Sul |                 |                  | 1                 | 1  | 3               |
| 6     | Finlândia     |                 |                  | 1                 | 1  | 3               |
| TOTAL | TOTAL         | 4               | 4                | 4                 | 12 | —               |